# Douglas Morrow
Pour les articles homonymes, voir Morrow.
Douglas Morrow est un scénariste et un acteur américain né le 13 septembre 1913 à Oswego (État de New York) et mort le 9 septembre 1994 à Kingston (État de New York).

## Biographie
Douglas Morrow, après des études à l'Université Columbia et à l'Université de New York, joue quelques petits rôles au cinéma, avant de se lancer dans l'écriture de scénarios. Dans ses dernières années, il prend part aux entraînements de la NASA.

## Filmographie

### comme scénariste
- 1949 : Un homme change son destin de Sam Wood
- 1951 : Le Chevalier du stade de Michael Curtiz
- 1953 : Un homme pas comme les autres de Michael Curtiz
- 1954-1955 : Waterfront (10 épisodes)
- 1955-1956 : Schlitz Playhouse of Stars (8 épisodes)
- 1956 : L'Invraisemblable Vérité de Fritz Lang
- 1957 : Letter to Loretta (1 épisode)
- 1957 : Men of Annapolis (1 épisode)
- 1958 : Flight (4 épisodes)
- 1958 : Panic! (1 épisode)
- 1958 : Target (1 épisode)
- 1959 : The Millionaire (1 épisode)
- 1960-1961 : The Donna Reed Show (2 épisodes)
- 1960-1961 : 77 Sunset Strip (2 épisodes)
- 1961 : Surfside 6 (1 épisode)
- 1961 : Naked City (1 épisode)
- 1964 : The Joey Bishop Show (1 épisode)
- 1965 : Kentucky Jones (1 épisode)
- 1965-1966 : Mister Roberts (6 épisodes)
- 1966 : The Jean Arthur Show (1 épisode)
- 1967 : L'Extravagante Lucy (1 épisode)
- 1968 : Le Virginien (1 épisode)
- 1969 : La Grande Vallée (1 épisode)
- 1970 : The Governor & J.J. (1 épisode)
- 1973 : Maurie (en) de Daniel Mann (scénario et production)

### comme acteur
- 1944 : Le mariage est une affaire privée de Robert Z. Leonard : Lieutenant Colonel
- 1944 : Maisie Goes to Reno de Harry Beaumont : le maître de cérémonie
- 1944 : Le Bal des sirènes de George Sidney : le régisseur
- 1945 : Le Grand Bill de Stuart Heisler : un homme avec un fusil
- 1946 : Lady Luck (en) de Edwin L. Marin : Dan Morgan

## Récompenses
- Oscars du cinéma 1950 : Oscar de la meilleure histoire originale pour Un homme change son destin